# A Terra de Caldelas
A Terra de Caldelas és una comarca de Galícia situada al nord de la província d'Ourense. Limita amb les comarques d'A Terra de Lemos al nord, A Terra de Trives a l'est, Verín al sud i Allariz-Maceda a l'oest. En formen part els municipis de:
- Castro Caldelas
- Montederramo
- Parada de Sil
- A Teixeira.

| 1857   | 1860   | 1877   | 1887   | 1900   | 1910   | 1920   | 1930   | 1940   | 1950   | 1960   | 1970   | 1981  | 1991  | 2000  | 2009  |
| ------ | ------ | ------ | ------ | ------ | ------ | ------ | ------ | ------ | ------ | ------ | ------ | ----- | ----- | ----- | ----- |
| 12.973 | 12.590 | 13.668 | 14.195 | 15.075 | 15.069 | 15.082 | 14.111 | 13.910 | 12.789 | 12.289 | 10.315 | 9.203 | 5.073 | 4.710 | 3.746 |